# 2e régiment étranger de génie
Ne doit pas être confondu avec 2e régiment du génie.
Le 2e régiment étranger de génie est le régiment de génie d'assaut de la 27e brigade d’infanterie de montagne. Il assure à son profit toutes les missions spécifiques du génie dans le cadre d’un engagement en zone montagneuse et en milieu grand froid : appui à la mobilité, à la contre-mobilité et aide au déploiement d'urgence, requérant les savoir-faire spécifiques à ces environnements. Depuis sa création le 1er juillet 1999, il occupe l’emprise de l’ancienne base aérienne 200, à Saint-Christol d'Albion, aujourd'hui renommée quartier Maréchal Koenig.
Le 30 septembre 1999, le premier drapeau du régiment, portant l’inscription « CAMERONE 1863 », est remis par le chef d’état-major de l’armée de terre Yves Crène. Pour son engagement et les opérations menées en Afghanistan, dans le cadre de l’opération Pamir, le régiment a été cité deux fois à l’ordre de l’armée, le 3 janvier 2012 et le 20 juin 2013, avec attribution de la croix de la Valeur militaire avec palme de bronze. L’attribution de ces citations confère le droit au port de la fourragère aux couleurs du ruban de la croix de la Valeur militaire, par décision du ministre de la Défense du 8 juillet 2013.

## Héritages et traditions
Le 2e REG est l’un des 11 régiments de la Légion étrangère. À sa création en 1999, il hérite de la mémoire des unités de génie-Légion d’Indochine et particulièrement celles des 22e, 26e et 76e.

### Le22ebataillonde génie Légion
Créé le 1er novembre 1952, le 22e BGL est composé majoritairement de légionnaires. Il comprend quatre compagnies : une compagnie d’équipement de pont, une compagnie de parc et atelier, une compagnie de service et une compagnie d’équipement et de transport.
Le 22e BGL est engagé dans plusieurs opérations en Indochine, notamment en novembre 1953, avec le début de l’opération Castor et l’occupation de la vallée de Điện Biên Phủ. Le bataillon organise alors le parachutage de plusieurs bulldozers et prend en charge l’entretien des véhicules et des matériels du camp de Điện Biên Phủ. Fin décembre 1954, le 22e BGL est délocalisé à Saïgon où il est dissous un mois plus tard.

### Le26ebataillonde génie Légion
Créé en 1952, il comprend trois unités : une compagnie de commandement et de service, une compagnie de travaux et une compagnie de parc et atelier. Durant la guerre, les missions du bataillon sont variées : remise en état de ligne de chemins de fer, de pistes aériennes et de voies de circulation. En 1954, le 26e BGL va commencer à travailler au profit de l’armée vietnamienne avec laquelle il gagnera une citation à l’ordre de l’Armée.

### Le de génie Légion

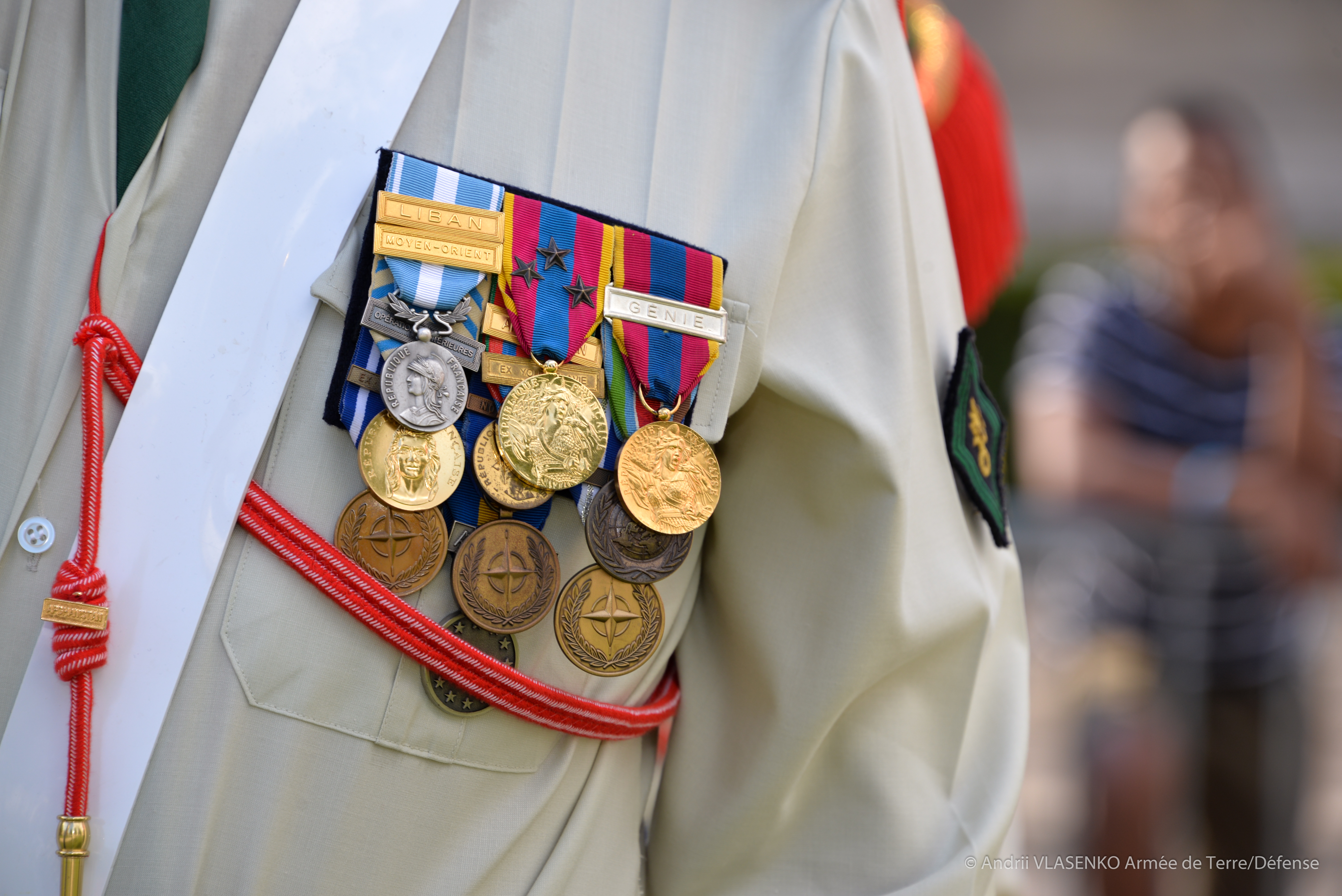
La fourragère du 2e régiment étranger de génie portée par un légionnaire lors du défilé du 14 juillet 2019 à Grenoble.

### Le76ebataillonde génie Légion
Créé le 1er juillet 1951 pour effectuer des travaux d’infrastructures aériennes, le 76e BGL comprend trois compagnies : une compagnie du génie des aérodromes et deux compagnies du génie. Ces compagnies travaillent, au profit de l’armée de l’air, à la construction puis à l’entretien des pistes d’aviation militaire en Indochine. 

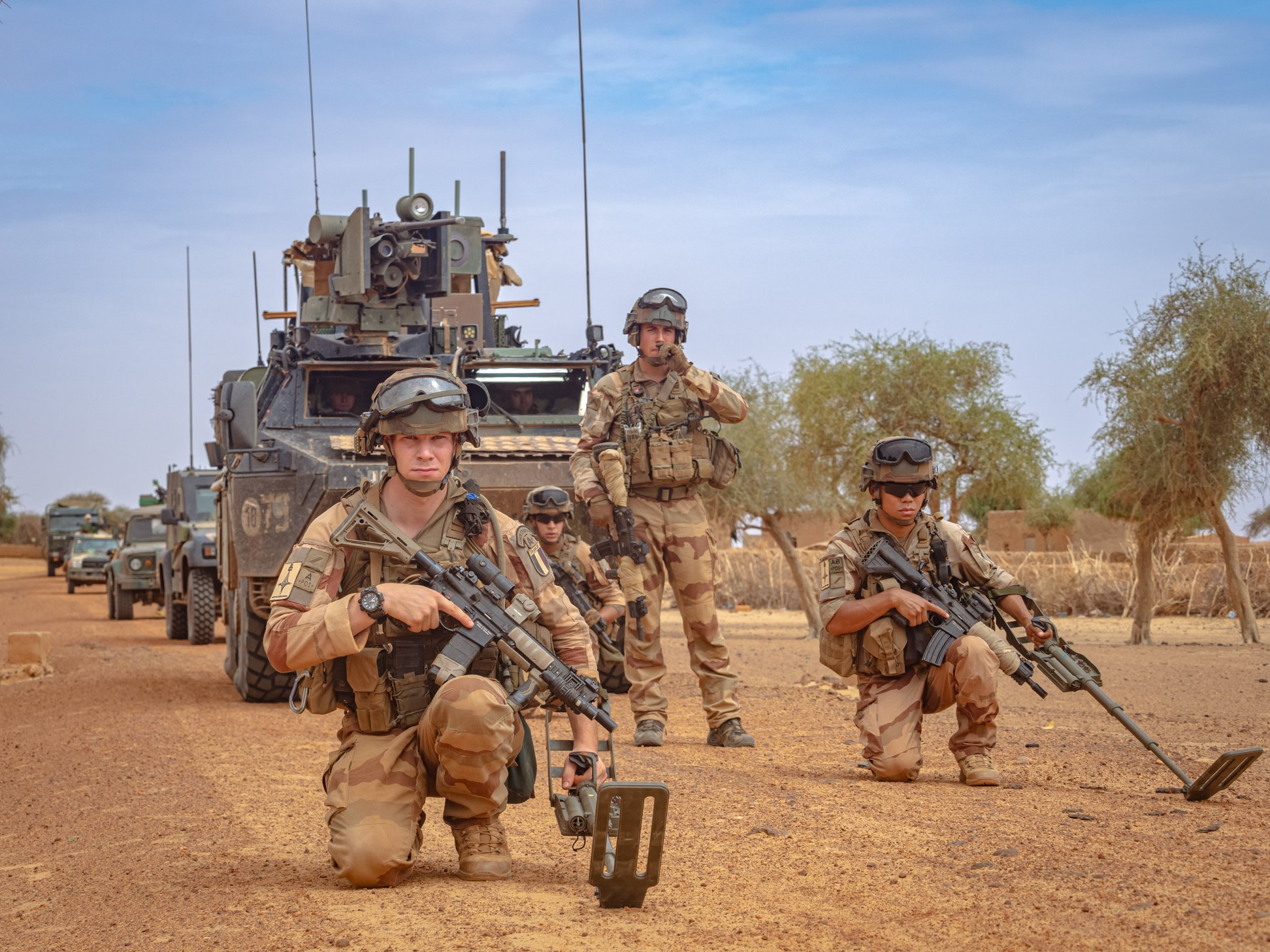
Légionnaires du 2e régiment étranger de génie, au Niger, le 7 février 2020, lors de l'opération Barkhane.

## Opérations

### Opérations extérieures
- Balkans, Bosnie, Kosovo
- Djibouti au sein de la 13e DBLE et du 5e RIAOM
- Afghanistan
- Côte d'Ivoire
- Guyane au sein du 3e REI et du 9e RIMa
- Martinique, Mayotte
- Liban avec l'opération Baliste et l'opération Amitié
- Sud Liban avec la FINUL
- Centrafrique avec l’opération Sangaris
- Tchad avec l’opération Barkhane
- Mali avec l’opération Serval et l’opération Barkhane
- Niger avec l’opération Barkhane

### Opérations intérieures
- Plan ORSEC
- Plan SATER
- Opération Résilience
- Vigipirate/Opération Sentinelle

## Chefs de corps
- 1999 : colonel Nebois
- 2001 : colonel Autran[a]
- 2003 : colonel Fradin
- 2005 : colonel Boucher [a]
- 2007 : colonel Chavanat [a]
- 2009 : colonel Kirscher [a]
- 2011 : colonel Bonini
- 2013 : colonel Reussner
- 2015 : colonel de Sercey
- 2017 : colonel Potiron de Boisfleury
- 2019 : colonel Faurichon de La Bardonnie [a]
- 2021 : colonel Combe
- 2023 : colonel Roy
- 2025 : colonel Lemaire